# Harrisia taetra
Harrisia taetra ist eine Pflanzenart in der Gattung Harrisia aus der Familie der Kakteengewächse (Cactaceae). Das Artepitheton taetra bedeutet ‚abscheulich, grässlich, hässlich, abstoßend‘.

## Beschreibung
Harrisia taetra wächst strauchig und erreicht Wuchshöhen von 1 bis 2,5 Meter. Die etwas gegliederten, zylindrischen Triebe weisen Durchmesser von 6,5 bis 8 Zentimeter auf und sind 0,3 bis 1 Meter lang. Es sind acht bis zehn Rippen vorhanden. Die steifen, nadeligen, geraden, anfangs fast schwarzen Dornen werden später weißlich gelb. Die zwei bis drei Mitteldornen sind 4 bis 9 Zentimeter lang. Die sechs bis neun Randdornen weisen eine Länge von 0,7 bis 4,4 Zentimeter auf.
Die Blüten erreichen eine Länge von 16,5 bis 20 Zentimeter und einen Durchmesser von 12 bis 15 Zentimeter. Die hell- bis goldgelben, breit eiförmigen bis etwas kugelförmigen Früchte sind glatt und mit einigen winzigen Schuppen besetzt. Sie weisen Durchmesser von 3,8 bis 7,2 Zentimeter auf und erreichen eine Länge von 3,5 bis 7,3 Zentimeter.

## Verbreitung und Systematik
Harrisia taetra ist auf Kuba in der Provinz Pinar del Río auf der Halbinsel Guanahacabibes verbreitet.
Die Erstbeschreibung erfolgte 1981 durch L. Alberto E. Areces-Mallea.

## Nachweise